# Cheteoscelis orthogramma
Cheteoscelis orthogramma är en fjärilsart som beskrevs av Dyar 1912. Cheteoscelis orthogramma ingår i släktet Cheteoscelis och familjen mätare. Inga underarter finns listade i Catalogue of Life.